# トライアンフ・タイガーカブ
トライアンフ・タイガーカブ（Triumph Tiger Cub）は、トライアンフ・エンジニアリングのメリデン工場で製造された排気量200cc単気筒のイギリス製オートバイ。1952年のショーの直前にサプライズ発表されたトライアンフ・T15テリア（150cc）をベースに設計された200ccのT20タイガーカブは、エドワード・ターナーによって設計され、1953年11月にアールズ・コート・ショーで発表されたこのモデルは、ヴィリアーズ製の2ストロークエンジンを搭載したモデルなど、当時の他の小排気量オートバイに匹敵する性能を発揮した。

## 開発

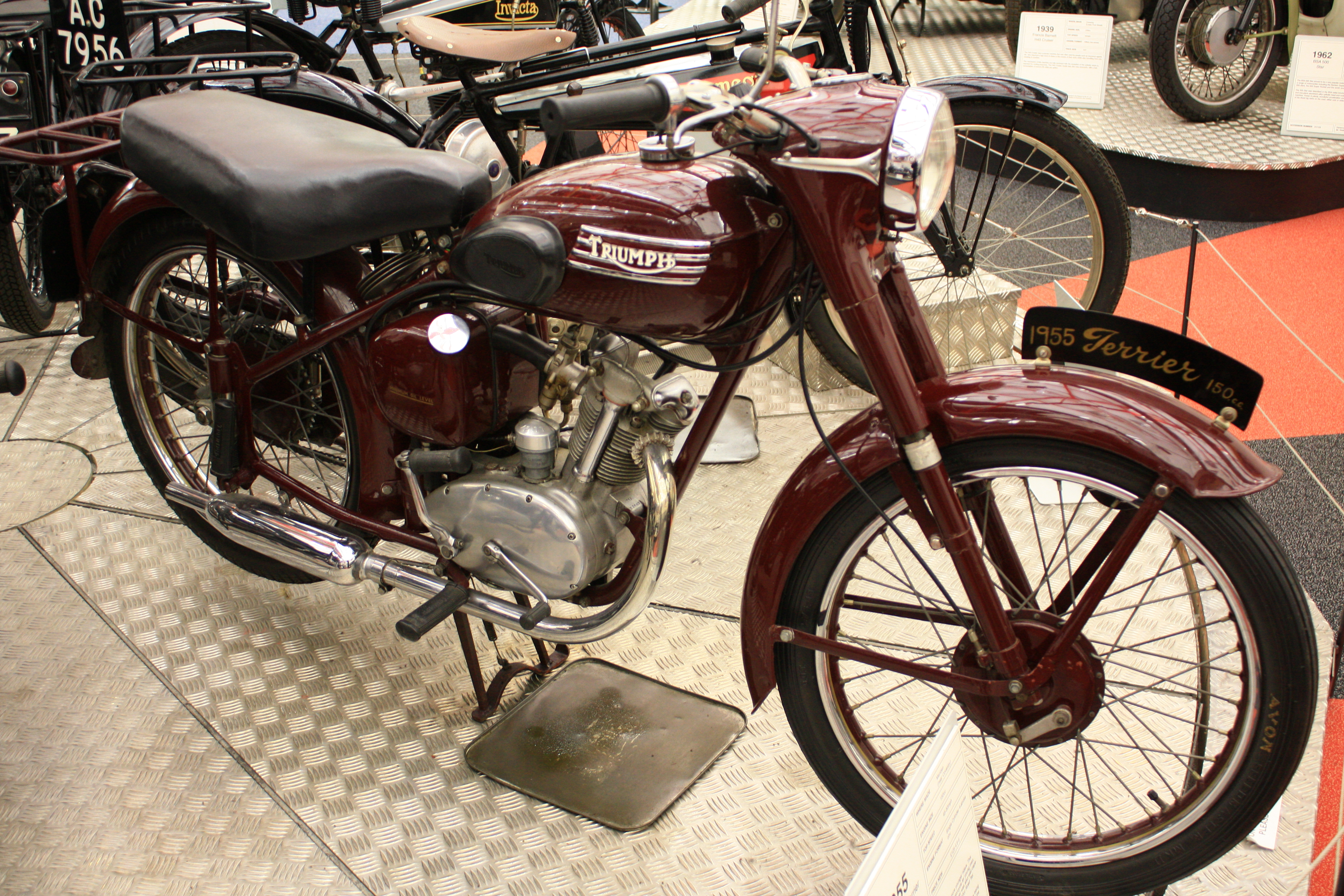
プランジャー式リアサスペンションとシリンダー後方にコンタクトブレーカーポイントを備えた150ccのトライアル・T15テリア

最初のT20タイガーカブ（1954−1956）は150ccのトライアンフ・T15テリア（1953-1956）のフレームとフロントフォーク (オートバイ)を使用して作られた。
初期のタイガーカブはテリアのプランジャー式リアサスペンション・フレームを使用していたが、1957年からは2本のサスペンションユニットを備えた現代的なスイングアーム式に改められた。点火ポイントはシリンダー後方のクランクケース上に配置された「ディストリビューター」タイプのデバイス内に位置した。1963 年の後の開発では、シリンダーのベースの下のクロム カバーを介してアクセスするカムシャフトの端のより一般的な位置にポイントが配置された。
T20SHの型式が与えられた「スポーツカブ」には細身の泥除けを備え、リアパネルやヘッドランプなセルがなく、圧縮比を高くした高性能エンジンが特徴となっており、英 Motor Cycle誌のテストでは74 mph (119 km/h)の最高速を記録した。
アップマフラー、サスペンション変更、ブロックタイヤを与えられたオフロードモデルが「TS20スクランブルカブ」および「TR20トライアルカブ」として設計された。
最終モデルとなるT20スーパーカブでは、製造コスト低減のためにBSA・バンタムD10で広く使用されていた大径ホイールとフルサイズのハブが使用された。1966年11月から発売され、1968年に製造中止となり、BSAの「B25スターサファイア」をベースにした250ccのTR25Wトロフィーに置き換えられた。

## 不評だった設計上の特徴
フレームのトップチューブが一般的なものよりも低く、ステムの嵌合長が短かった。燃料タンクの内部補強によってある程度の剛性は改善した。カムシャフト側のメインベアリングに使用されているプレーンベアリングは、急速に摩耗することがあった。プライマリーチェーンは浅いオイルバス内を回転していたが、オイルレベルが低下すると潤滑不良となってチェーンが伸びる可能性があった。チェーンには張力がかかっておらず、さらに悪いことに初期モデルのプライマリーチェーンケースがわずかに「くびれた」形状になっていることから、摩耗して伸びたチェーンがカバーの内側とクランクケース自体にぶつかる可能性があり、オイルレベルの維持が困難となることがあった。これとは別のよくある苦情の1つは、カブを高速（50 mph (80 km/h)）で30分走らせたあとで突然停止するというものだった。オーバーヒートが原因だろうと推測されたが、解決策はみつからなかった。

## 法改正による後押し
1961年に、トライアンフの本拠地であるイギリスの運転免許法が改正されて、教習生のオートバイ運転者は排気量250cc以下の車両しか運転できなくなった。このため、タイガーカブはオートバイに乗るためのもっとも人気のある手段となった。